# 穰
穰（一些古籍中亦写作讓）是大數的名稱，通常指1028（萬進記法），亦可以指1010（下數記法），1048（中數記法），或者10256（上數記法）。

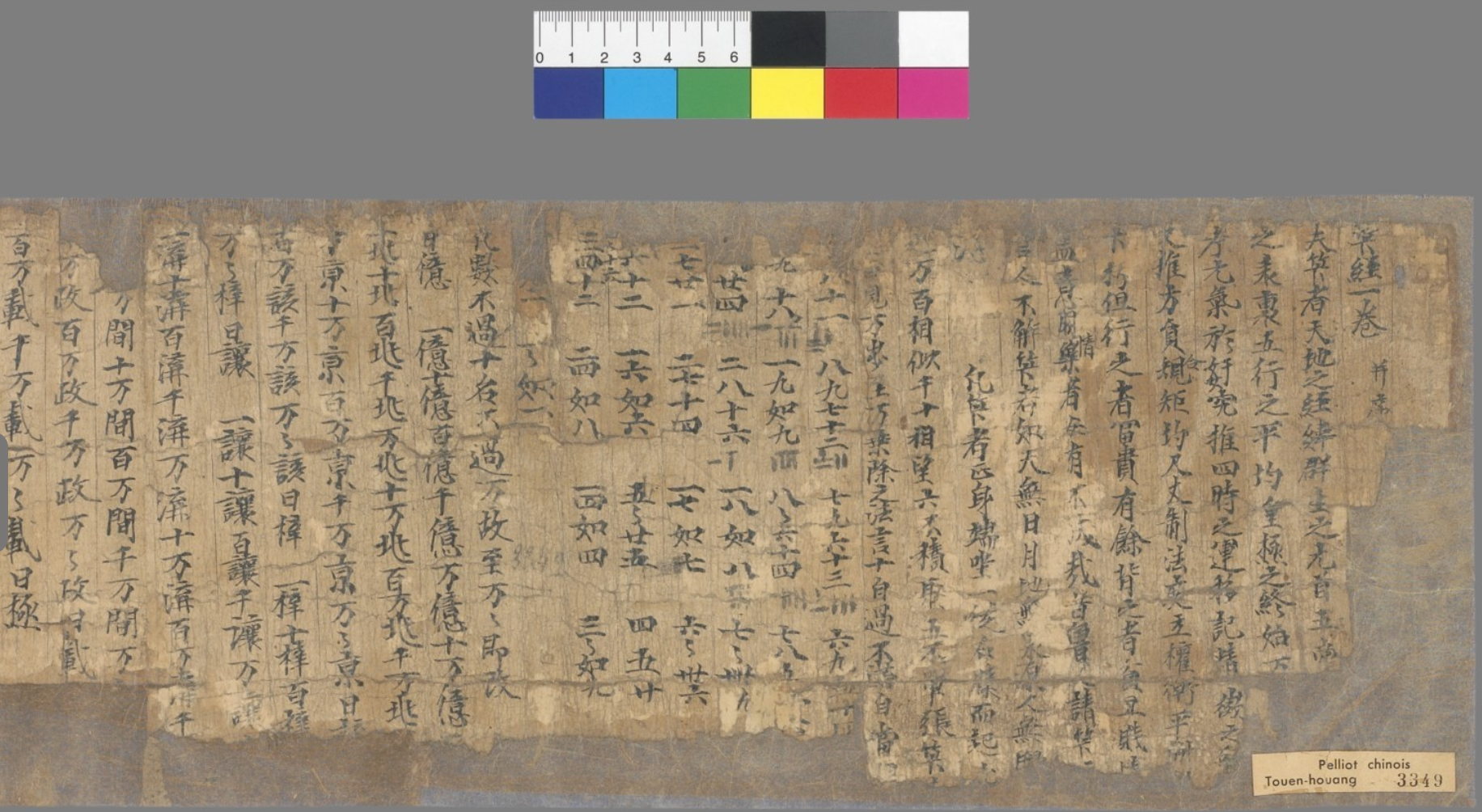
唐五代时期的敦煌算经残卷（P.3349），其中以万万梓为一让（“凡数不过十名不过万，故至万万即改”，“万万梓曰讓”），即10^{48}

唐五代时期的敦煌算经残卷（P.3349）则将这个单位写作“讓（让）”，说“万万该曰梓”、“万万梓曰讓”，用现在通用的用字表示即万万垓为一秭、万万秭为一穰。也就是一让（穰）为1048。
穰的單位與上下數可參考下表。
| 數量級 | 十進・下數 | 萬進（現在） | 億進・中數 | 平方・上數 |
| ------ | ---------- | ------------ | ---------- | ---------- |
| 10     | 穰         | 百億         | 百億       | 百億       |
| 1028   | -          | 一穰         | 一万京     | 一万亿兆   |
| 1048   | -          | 一极         | 一穰       | 一兆京     |
| 10256  | -          | -            | -          | 一穰       |